# Гашунская Гоби
Гашунская Гоби — равнина между восточными отрогами Тянь-Шаня и Хамийской впадиной на севере горами Бэйшань на юге, в Синьцзян-Уйгурском автономном районе Китая. Является частью пустыни Гоби.
Рельеф полого-волнистый, со сложным лабиринтом широких лощин, разделённых плоскими холмами и скалистыми гривами относительной высоты до 100 м. Каменистая, частично галечная безводная пустыня; в замкнутых депрессиях — солончаки.
Климат резко континентальный; абсолютные максимальные температуры летом до 40 °С, абсолютные минимальные зимой до —32 °С. Осадков менее 50 мм в год.
Растительность сильно разреженная; по временно увлажняемым руслам — одиночные кусты тамариска, зайсанского саксаула, селитрянки; однолетние солянки. Среди животных — джейран, дикий осёл — кулан-джигетай, дикий верблюд, обильны грызуны и пресмыкающиеся.